# Metak (együttes)
A Metak egy horvát együttes, amely 1978 tavaszán alakult Splitben és 1981-ben oszlott fel.

## Tagok
- Željko Brodarić Jappa (gitár, ének)
- Zlatko Brodarić (gitár)
- Mirko Krstičević (basszus)
- Matko Jelavić (dob, ének)
- Doris Tomić (billentyűs hangszerek)
- Ranko Boban (ének, 1978)

## Diszkográfia

### Nagylemezek
- U tetrapaku (1978)
- Ratatatatija (1980)

### Kislemezek
- Šijavica / Gastarbajterska (1978)
- Ona ima svoju dragu mamu / Revolver (1979)
- Da mi je biti morski pas / Rock 'n' Roller (1980)